# Célia Olga
Célia Olga Benvenutti (São Paulo, 11 de julho de 1946), é uma atriz brasileira.

## Biografia
Célia Olga se formou em teatro na EAD – Escola de Arte Dramática. Atuou nas emissoras: Record (1971), participando das novelas Pingo de Gente e Quarenta Anos Depois; Globo (1978), onde atuou na novela Pecado Rasgado; Cultura (1981), onde atuou em Vento do Mar Aberto; SBT (1985), onde atuou em Jogo do Amor.
Na TV Cultura, um trabalho seu de grande impacto foi em teleteatro, dirigido por Antunes Filho, baseado em obra de Nelson Rodrigues, Vestido de Noiva, onde fez a personagem Lúcia.
Em teatro, a peça mais marcante em que atuou foi o musical "Hair" (1969), versão brasileira do espetáculo que foi escrito por James Rado e Gerome Ragni (texto e letras das músicas) e Galt MacDermot (música).
No cinema atuou em vários filmes, entre eles: A Virgem (1973), com direção de Dionísio Azevedo; Por Que As Mulheres Devoram os Machos? (1980), direção de Alan Pek; O Gosto do Pecado (1980), direção de Cláudio Cunha; As Meninas de Madame Laura (1981), direção de Ciro Carpentieri Filho.
Mas é com Lilian M: Confissões Amorosas (Relatório Confidencial) (1975), de Carlos Reichenbach, que sua carreira de atriz teve uma alavancagem. Disse o escritor Marcelo Ariel sobre Célia: "Atriz mítica e quase uma força da natureza em Lilian M. de Carlos Reichembach, Célia Olga deveria voltar a filmar com urgência…".
Atualmente (2010), está em São Vicente, desenvolvendo oficinas teatrais com jovens da Baixada Santista.

## Filmografia

### Cinema
| Ano  | Título                                                 | Personagem    |
| ---- | ------------------------------------------------------ | ------------- |
| 1981 | As Meninas de Madame Laura                             | Madame Laura  |
| 1980 | O Gosto do Pecado                                      | Cliente       |
| 1980 | Por Que As Mulheres Devoram os Machos?                 | Jovem         |
| 1975 | Lilian M: Confissões Amorosas (Relatório Confidencial) | Lillian/Maria |
| 1973 | A Virgem                                               | Dora          |

### Televisão
| Ano     | Título                 | Personagem         | Notas                        |
| ------- | ---------------------- | ------------------ | ---------------------------- |
| 1985    | Jogo do Amor           | Léia               |                              |
| 1981    | O Vento do Mar Aberto  | Atriz              |                              |
| 1974    | Teatro 2               | Lúcia              | Episódio: "Vestido de Noiva" |
| 1971/72 | Quarenta Anos Depois   | Ana Maria Reginato |                              |
| 1971    | Os Deuses Estão Mortos | Marina             |                              |
| 1971    | Pingo de Gente         | Sofia              |                              |

## Teatro
- 1969 - Hair
- 1968 - As Alegres Comadres de Windsor[7]
- 1967 - A Mentira[8]